# کلسیم کاربید
کلسیم کاربید(به انگلیسی: Calcium carbide) یک ماده شیمیایی صنعتی است که از عناصر کلسیم و کربن تشکیل شده است. این ترکیب در شکل خالص به صورت جامد سفید به نظر می رسد اما درجه فنی آن به رنگ خاکستری یا قهوه ای ظاهر می شوند. کلسیم کاربید در مجاورت رطوبت، بوی ناخوشایندی شبیه سیر متصاعد می کند.
فرمول شیمیایی کلسیم کاربید CaC2 است .این ماده شیمیایی کاربردهای صنعتی زیادی دارد اما بیشتر در صنایع شیمیایی مورد استفاده قرار می گیرد.
کلسیم کاربید  فرار نیست و در هیچ حلال شناخته شده ای محلول نیست. این ترکیب با آب واکنش می دهد و گاز استیلن و هیدروکسید کلسیم تولید می کند. چگالی آن ۲.۲۲ گرم بر سانتی متر مکعب است. نقطه ذوب آن ۲۱۶۰ درجه سانتی گراد و نقطه جوش آن ۲۳۰۰ درجه سانتی گراد است. 

کلسیم کاربید چیست
کلسیم کاربید یک ترکیب شیمیایی با کاربردهای صنعتی متعدد است. هنگامی که با آب ترکیب می شود، گاز استیلن تولید می کند که در جوشکاری و برش مشعل ها استفاده می شود. کاربید کلسیم همچنین یک جزء کلیدی در تولید پلی وینیل کلرید (PVC) است. این ترکیب از اواخر دهه ۱۸۰۰ با واکنش آهک و زغال سنگ در یک کوره تولید شده است.
ویژگی های شیمیایی کلسیم کاربید

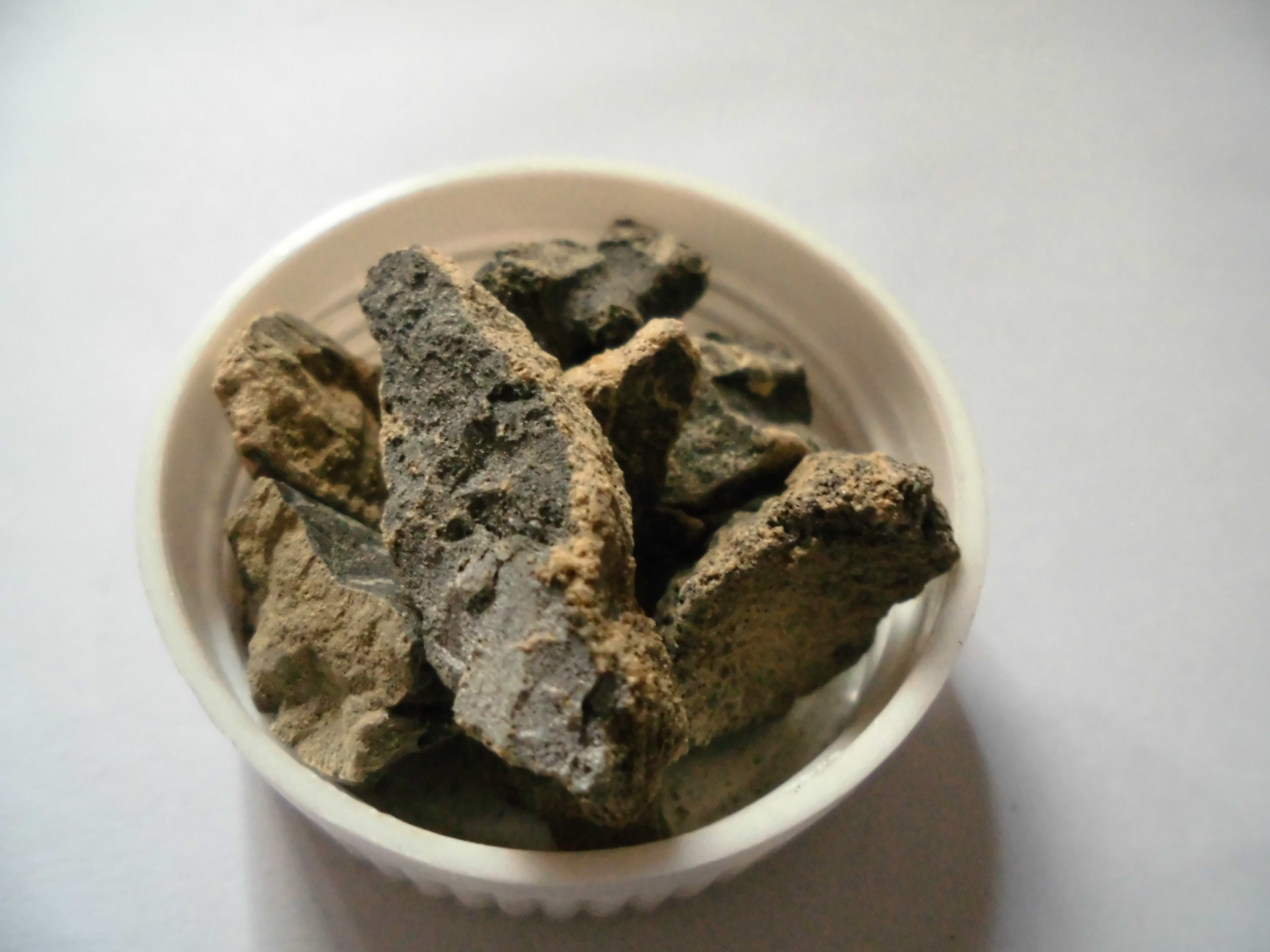
کلسیم کاربید

این ترکیب برای اولین بار توسط شیمیدان آلمانی فردریش ویلر در سال ۱۸۶۲ هنگامی که آلیاژی از روی و کلسیم را با زغال سنگ حرارت داد به دست آمد. این دانشمند واکنش کاربید کلسیم با آب را تشریح کرد. کاربید کلسیم حتی با مقدار بسیار کمی  از آب به شدت واکنش می دهد و مقدار زیادی گرما آزاد می کند.
اگر مقدار کافی آب وجود نداشته باشد، استیلید حاصل خود به خود می‌سوزد. استیلید کلسیم به شدت با محلول های آبی، قلیایی ها و اسیدهای غیر آلی رقیق شده واکنش نشان می دهد. این واکنش ها استیلید را آزاد می کند. CaC2 با خواص احیایی قوی خود، تمام اکسیدهای فلزی را به فلزات خالص کاهش می دهد یا آنها را به کاربید تبدیل می کند.
بدست آوردن کاربید کلسیم از اکسید آن آسانتر از خود کلسیم است زیرا اکسید در دمای بالای ۲۰۰۰ درجه سانتی گراد کاهش می یابد. 
ساختار کلسیم کاربیدکاربید کلسیم یک نمک ترکیب شیمیایی است. همچنین می توان آن را استیلید کلسیم نامید. علاوه بر این، ترکیبی است که ما در صنایع تولیدی از آن استفاده می کنیم.  فرمول شیمیایی آن CaC2 (یک اتم کلسیم و دو اتم کربن) است.
عمدتا در صنایع در تولید استیلن و کلسیم سیانامید از آن استفاده می کنیم. علاوه بر این، در صورت وجود ردی از رطوبت، کاربید کلسیم درجه فنی بوی نامطبوعی مانند سیر متصاعد می کند.
انتشار هیدروکربن در فرآیند تولید آن حداقل است. همچنین شکل خالص آن بی رنگ و جامد بلوری مانند سنگ نمک است. علاوه بر این شعله های آتش قوی تولید می کند یعنی شعله هایی که داغ تر از شعله های معمولی هستند.
موارد مصرف کلسیم کاربیددر گذشته کاربید کلسیم در لامپ های کاربید استفاده می شد و به عنوان منبع شعله استیلن عمل می کرد. امروزه از این لامپ ها برای تامین انرژی فانوس ها و فانوس های دریایی و همچنین در کاوش غارها استفاده می شود. CaC2 همچنین به عنوان یک ماده خام در توسعه فناوری های شیمیایی  به ویژه لاستیک مصنوعی مورد استفاده قرار می گیرد. کاربید کلسیم همچنین برای ساخت وینیل کلرید، استیلن سیاه، آکریلونیتریل، اسید استیک، استون، اتیلن، استایرن و رزین های مصنوعی استفاده می شود.
همچنین، هنگامی که با نیتروژن واکنش می دهد، سیانامید کلسیم تولید می کند که معمولا به عنوان آهک نیترو شناخته می شود و ما از آن به عنوان کود استفاده می کنیم.
علاوه بر این، از آن در تولید توپ های اسباب بازی و همچنین توپ های بامبو استفاده می کنند. همچنین با فسفید کلسیم در شعله های خورشیدی شناور و خود اشتعال استفاده می شود.
کاربرد کلسیم کاربید

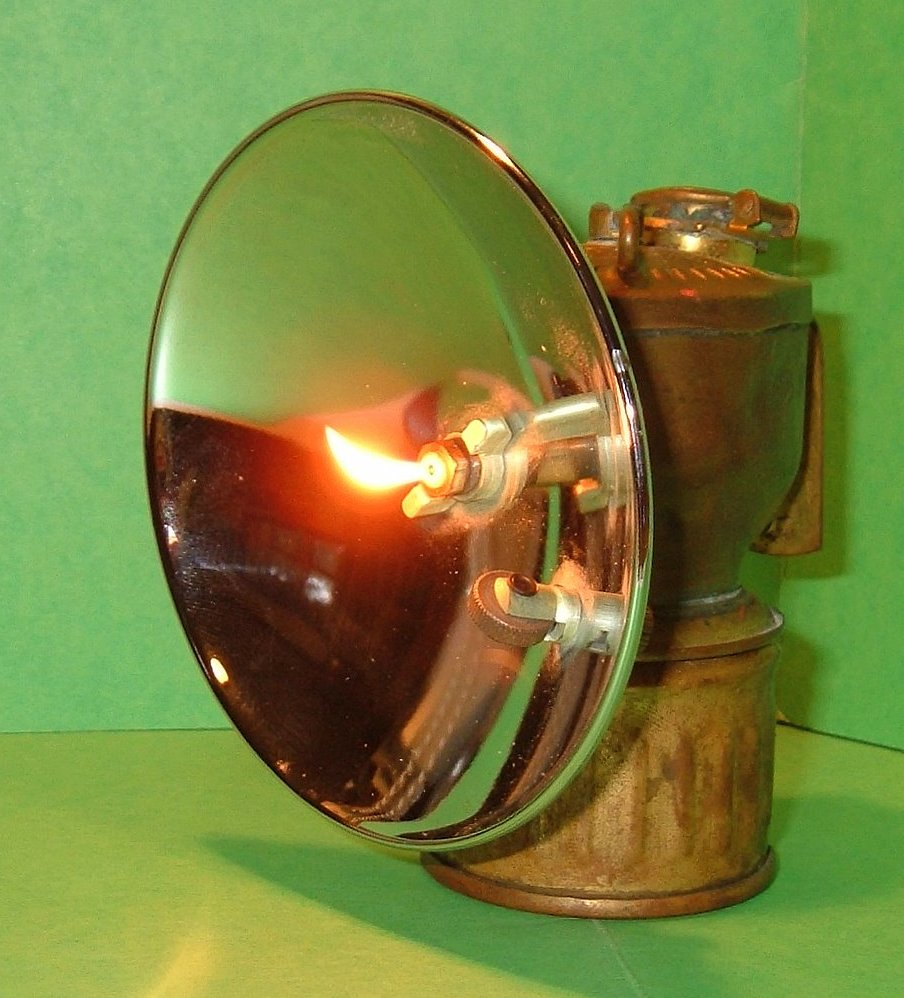
لامپ کاربید

در متالورژی از این ترکیب  برای اکسیداسیون فلزات و کاهش میزان اکسیژن و گوگرد (گوگرد زدایی) استفاده می شود. کاربید کلسیم برای تولید کاربید پودری که یک تنظیم کننده رشد گیاه است، استفاده می شود. برای بدست آوردن یک تن CaC2 به ۳۰۰۰ کیلووات در ساعت برق نیاز است. به همین دلیل، ساخت این ماده تنها زمانی سودآور است که هزینه برق کم باشد. در عین حال، تولید آن در سراسر جهان به طور مداوم در حال افزایش است.
از کاربید کلسیم می توان در لامپ های کاربیدی استفاده کرد. چکیدن آب روی کاربید باعث تولید گاز استیلن می شود که به نوبه خود می سوزد و نور تولید می کند. در حالی که این لامپ ها مقاوم تر و پر نورتر از شمع هستند ولی استفاده از آنها در معادن زغال سنگ بسیار خطرناک بود زیرا گاز متان قابل اشتعال آنها را به یک خطر جدی تبدیل می کرد.
با این وجود  از لامپ های کاربیدی در معادن مس، قلع و تخته سنگ که در آنها متان خطری جدی محسوب نمی شود، استفاده فراوان می شود. در حال حاضر بیشتر لامپ های معدنچیان با لامپ های برقی جایگزین شده است.
با این وجود، لامپ های کاربید برای معدن در چند کشور کمتر ثروتمند هنوز هم استفاده می شود. نمونه ای از آنها معادن نقره در نزدیکی پوتوسی و بولیوی است. آنها همچنین در حال حاضر توسط غارنوردان جستجوگر و دیگر مناطق زیرزمینی مورد استفاده قرار می گیرند اگرچه در این موارد به طور فزاینده ای با چراغ های LED جایگزین شده اند.

کاربرد کاربید کلسیم در فولادسازی
از این ترکیب می توان در گوگرد زدایی آهن (چدن و فولاد) استفاده کرد. بسته به شرایط اقتصادی می توان از آن به عنوان سوخت در فولادسازی برای افزایش نسبت ضایعات به آهن مایع استفاده کرد. همچنین به عنوان یک اکسید کننده در صنعت فولاد استفاده می شود به این معنی که در حذف اکسیژن کمک می کند.

واکنش کلسیم کاربید با آب
هنگامی که کاربید کلسیم با آب واکنش نشان می دهد، استیلن آزاد می شود. استیلن (C2H2) کارآمدترین و داغترین گاز جوشکاری استاندارد جهان است. برای تولید استیلن، از واکنش کاربید کلسیم (CaC2) با آب (H2O) استفاده می شود، در حالی که استیلن و شیر آهک (Ca (OH) 2) تولید می شود.

تولید کاربید کلسیم
این ترکیب در صنایع با استفاده از کوره قوس الکتریکی و با مخلوط کک و آهک در دمای حدود ۲۲۰۰ درجه سانتی گراد تولید می شود. این یک واکنش گرماگیر است که برای خارج کردن مونوکسید کربن با ۱۱۰ کیلوکالری (۴۶۰ کیلوژول) در هر مول به دمای بالا نیاز دارد. از زمان اختراع آن در سال ۱۸۹۲، این روش تغییر نکرده است.از آنجاییکه دمای بالایی برای این واکنش لازم است عملا با احتراق ساده قابل دستیابی نیست برای این واکنش باید از کوره قوس الکتریکی با الکترودهای گرافیتی استفاده کرد. در این روش کاربید تولید شده از نظر وزنی حدود ۸۰٪ کاربید کلسیم را شامل می شود. سپس کاربید بیشتر خرد می شود تا توده های کوچکی تولید شود که حداکثر تا ۵۰ میلی متر می رسد و ناخالصی ها در بخش های ریزتر متمرکز می شوند.

خطر استفاده از کلسیم کاربید در میوه ها
چندین کشور از این ترکیب برای رسیدن مصنوعی میوه ها استفاده می کنند. همانطور که گفته شد این ترکیب با آب واکنش نشان می دهد و گاز استیلن تولید می کند  که عملکرد اتیلن را تقلید می کند و به عنوان عامل رسیدن مصنوعی میوه ها استفاده می شود. با این حال  استیلن تقریبا به اندازه اتیلن موثر نیست و از همه مهمتر اینکه استیلن یک هورمون گیاهی طبیعی مانند اتیلن نیست.
همچنین در این فرآیند کاربید کلسیم احتمالا مقداری آرسنیک و فسفر تولید می کند  که هر دو برای انسان بسیار سمی هستند. علاوه بر این، از آنجا که مقدار زیادی استیلن برای تقلید از اتیلن مورد نیاز است مقدار مواد شیمیایی سمی که وارد میوه می شود را تشدید می کند.